# Poecilomorpha preapicalis
Poecilomorpha preapicalis is een keversoort uit de familie halstandhaantjes (Megalopodidae). De wetenschappelijke naam van de soort werd in 1955 gepubliceerd door Maurice Pic.